# Tanz auf dem Vulkan (1938)
Tanz auf dem Vulkan ist ein deutscher Spielfilm aus dem Jahr 1938.

## Handlung
Abend für Abend ist das Théâtre des Funambules ausverkauft. Publikumsmagnet ist der charismatische Schauspieler Jean-Gaspard Debureau (1796–1846). Debureau trägt Couplets vor, in denen er beißenden Spott über den beim Volk äußerst unbeliebten König Karl X. ausschüttet. Aber nicht nur dies: er lässt auch von ihm gedichtete Vierzeiler, die den König schmähen, im Untergrund drucken und in ganz Paris verteilen. So gerät er ins Visier der Staatsmacht. Aber auch privat kommt er dem König in die Quere: Debureau verehrt und liebt die Gräfin Héloise de Cambouilly, die sich Karl X. als Favoritin ausgespäht hat.
Debureau lädt die Gräfin zu einer Vorstellung ins Théâtre des Funambules ein just an jenem Abend, an dem sie auch ein Treffen mit Karl X. haben soll. Héloise entscheidet sich für Debureau und gegen den König, sehr zum Ärger ihres Ehemannes, der seine Frau aus dem Theater holen will. In einer Pause zwischen zwei Auftritten hat sie Debureau aber nach Hause gebracht, wo sie vorgibt, wegen einer Migräne keinen der beiden Termine wahrgenommen zu haben.
Debureau drängt den beim Volk beliebten Vetter Karls, Louis Philippe, den die Franzosen liebevoll „Birne“ nennen, zum Umsturz. Doch der spätere Bürgerkönig zögert. Bei einem Maskenball am Königshof lässt Karl X. eine Balletteinlage aufführen, bei welcher Louis Philippe, der persönlich anwesend ist, verhöhnt wird. Doch dieser amüsiert sich über die Vorstellung und ist keineswegs beleidigt, applaudiert sogar. Die Wirkung verpufft. Beim Maskenball hat sich Graf Cambouilly als Debureau verkleidet. Debureau erfährt rechtzeitig hiervon und kommt auch zum Ball – ohne Maske. Der König befiehlt, dass ihm Debureau vorgeführt werde – und prompt wird der falsche Debureau, nämlich Cambouilly, vor den König gebracht, während der richtige Debureau dem König ein Billett mit einer Einladung in das Théâtre des Funambules zukommen lässt.
Der König erscheint tatsächlich, und bei seinem Besuch in Debureaus Garderobe entdeckt er die hinter einem Vorhang versteckte Héloise, die er zwingt, ihn in seine Loge zu begleiten. Aber auch Louis Philippe besucht Debureau vor der Vorstellung in dessen Garderobe, wo er seinen Hut und Mantel liegenlässt. Während der Aufführung ruft Debureau auf offener Bühne zum Umsturz auf. Seiner Verhaftung entgeht er knapp in Louis Philippes Hut und Mantel. In der Maske Louis Philippes ruft er die Bürger von Paris zum Umsturz auf. Louis Philippe ist ihm gefolgt und macht ihm deswegen Vorwürfe. Debureau erkennt, dass er verloren hat, und will anderntags nach England fliehen.
Als seine Versuche, Héloise dazu zu bewegen, ihn ins Exil zu begleiten, scheitern, verzichtet er auf die Flucht und stellt sich dem Grafen Cambouilly, der ihn erwartungsgemäß verhaften lässt. Nach einem sechs Wochen dauernden Prozess wird Debureau zum Tode verurteilt. Auf dem Weg zum Schafott singt Debureau (wohl berechnend!) noch einmal seine Couplets, die ganz Paris kennt, und ruft die Bürger zum Staatsstreich auf. Der Plan gelingt, die mitreißenden Melodien bringen das Volk dazu, Debureau zu befreien, und als sich sogar die Soldaten Karls X. mit den Aufständischen verbünden, ist der König gestürzt und flieht ins Ausland. Louis Philippe wird zu seinem Nachfolger ausgerufen.

## Entstehungsgeschichte
Der „Tanz auf dem Vulkan“ wurde am 30. November 1938 in Stuttgart uraufgeführt und ist eine Regiearbeit von Hans Steinhoff, einem Starfilmer der NS-Zeit und Nationalsozialisten der ersten Stunde, dessen Perfektionismus und akribische Arbeitsweise als sein Markenzeichen galten. Steinhoff trug sich fünfzehn Jahre lang mit dem Projekt, bevor er es realisierte. Was ihn bewegte, diesen nicht konformen Film zu machen, ist unklar. Die Antibürgerlichkeit war auch den Nationalsozialisten eigen, andererseits ist der Film rebellisch – ein letztes künstlerisches Aufbegehren vor dem Gleichschritt. Gustaf Gründgens war seine Idealbesetzung –, nur ihn wollte er für die Rolle des Debureau haben. Später in der DDR wertete man den Film als eines von mehreren Indizien dafür, dass Gründgens Regimekritiker gewesen sei. Die damalige dortige Filmwissenschaft erklärte, viele auch als Seitenhiebe gegen die Nazis verstehbare Äußerungen im Film gingen direkt auf seinen Hauptdarsteller zurück. Diese unterzubringen wäre Gründgens nur möglich gewesen, da Steinhoff in keinem Fall auf seinen Star verzichten wollte.

## Die Filmmusik von Theo Mackeben
Der Film lebt zu einem wesentlichen Teil von der Musik Theo Mackebens, aus dessen Feder nicht nur das von Gründgens interpretierte „Wenn die Bürger schlafen gehn / Die Nacht ist nicht allein zum Schlafen da“ stammt, sondern auch heute noch bekannte Melodien wie „Du hast Glück bei den Frau’n“ (aus Bel Ami) oder das durch Zarah Leander bekannt gewordene „Nur nicht aus Liebe weinen“.

## Der Film und die nationalsozialistische Zensur
Obwohl Reichspropagandaminister Joseph Goebbels den Film rügte, wurde er nicht zensiert. Goebbels missfielen die positive Darstellung eines Umsturzes gegen ein etabliertes System, vor allem aber fand er den Hit „Die Nacht ist nicht allein zum Schlafen da“ als äußerst unpassend für einen deutschen Film. Wenn auch der Film fast ungekürzt in den Kinos lief, so wurde doch wenigstens die Verbreitung dieses Schlagers in seiner Filmfassung auf Schallplatte verboten. So ist die Strophe mit der Endzeile „Rebellion! Rebellion in den Katakomben!“ auf dem Tonträger nicht zu hören.

## Kritik
„Die mit großem Aufwand betriebene operettenhafte Inszenierung des verworrenen Drehbuchs mißlang – trotz eines mitreißenden Gustaf Gründgens in der Hauptrolle, dessen Lied Die Nacht ist nicht allein zum Schlafen da legendär wurde.“

## Filmtitel
Die im Titel des Films verwendete Metapher geht auf einen Ausspruch des französischen Staatsmannes Salvandy „Nous dansons sur un volcan“ zurück, den dieser am 5. Juni 1830 auf einem Ball beim Herzog von Orléans äußerte. In Deutschland verbreitete er sich vor allem durch Heinrich Heine, der ihn in seinen Pariser Lutezia-Berichten am 7. Februar 1842 (Erster Teil, XLII) als Zitat aufgriff: „‚Wir tanzen hier auf einem Vulkan‘ – aber wir tanzen.“